# هوانگ ژانگ‌جیایانگ
هوانگ ژانگ‌جیایانگ (انگلیسی: Huang Zhangjiayang؛ زادهٔ ۱۵ فوریهٔ ۲۰۰۰) ژیمناست ریتمیک اهل چین است.